# Heli (filme)
Heli é um filme independente mexicano do gênero drama criminal de 2013 dirigido por Amat Escalante e produzido por Jaime Romandía. Apresentando os atores iniciantes Armando Espitia, Andrea Vergara, Linda González e Juan Eduardo Palacios, o filme estreou em competição pela Palma de Ouro no Festival de Cannes de 2013, de onde Escalante saiu vencedor na categoria de Melhor Diretor.  Embora apreciando os aspectos técnicos do filme, os críticos de cinema ficaram divididos em sua opinião sobre a obra em si. Heli foi selecionado para representar o México nos 86ª Prêmios da Academia na categoria de Melhor Filme em Língua Estrangeira, mas não foi indicado.

## Enredo
Heli é um rapaz que trabalha em uma fábrica da montagem do carro; ele vive com seu pai que também trabalha lá, sua esposa Sabrina, seu filho bebê Santiago e sua irmã Estela. Sua vida é normal, lenta e sem perspectivas, deixando transparecer apenas uma relacionamento em crise com a esposa.
Estela revela estar em um relacionamento com Beto, um cadete de 17 anos, muito mais velho do que ela. Apesar do entusiasmo de Beto para terem relações sexuais, Estela é firme em sua recusa por medo de engravidar. Beto propõe casar e fugir juntos. Para fazer isso, ele planeja vender alguns pacotes de cocaína roubados secretamente por ele de um esconderijo do exército, onda a droga seria incinerada. Beto esconde as drogas na casa de Heli com o consentimento de Estela até o dia de vendê-la. No entanto, Heli descobre o caso e reprime sua irmã, trancando-a em seu quarto, depois de secretamente descartar as drogas em um poço de água isolado.
Mais tarde naquela noite, alguns policiais federais invadiram a casa de Heli, matando o pai de Heli quando ele tenta se defender pensando que eles estavam sendo assaltados. Os oficiais levam Heli e Estela à força, levando Beto dentro do carro eles tentam encontrar a cocaína roubada. Quando descobrem que Heli destruiu o pacote, os policiais abandonam o corpo do pai de Heli na estrada e dirigem para uma casa, onde os traficantes torturam duramente Beto até o ponto de matá-lo. A vida de Heli é poupada, mas Estela é levada para outro lugar. Os negociantes penduram o corpo de Beto em uma ponte, deixando Heli completamente ferido na cena.
Heli consegue voltar para casa e aciona a polícia local, eles ajudam Heli a se recompor e encontrar o corpo de seu pai. Mais tarde eles tomam o testemunho de Heli. No entanto, a polícia acredita que Heli e seu pai estão envolvidos com tráfico de drogas e decide não ajudá-los porque Heli, abalado e assustado da situação, não está disposto a dizer o que aconteceu nem a assinar qualquer testemunho escrito com medo de ter ele ou seu pai enquadrado como criminosos.
Heli tem que lidar com os traumas infligidos por essas experiências e com a corrupção da polícia, enquanto sua esposa começa a se distanciar dele devido ao comportamento errático e mesmo violento que ele começa a exibir. Depois de voltar a trabalhar na fábrica de montagem de automóveis, Heli fica distraído no trabalho e acabou sendo demitido. A detetive designada ao caso, depois de saber que Estela era a namorada de Beto, informa que o processo do caso está fechado, ela começa a fazer insinuações sexuais para Heli, que as rejeita.
Estela volta para casa, traumatizada ao ponto de perder a fala e grávida. Heli e Sabrina a confortam, e Estela desenha um mapa para o local onde foi detida e estuprada. Heli vai lá e mata o homem que vive lá. Aparentemente aliviado de algum trauma, ele retorna para casa e com êxito faz amor com sua esposa, enquanto Estela dorme pacificamente com seu sobrinho.

## Elenco
- Armando Espitia ... Heli
- Andrea Vergara ... Estela
- Linda González ... Sabrina
- Juan Eduardo Palacios ... Beto
- Reina Torres ... Detetive Maribel
- Ramón Álvarez ... Evaristo
- Gabriel Reyes ... Detetive Omar
- Felix Alberto Pegueros Herrera ... Comandante
- Kenny Johnston ... Assessor estrangeiro

## Prêmios e indicações
- Festival de Cannes (2013)
  - Melhor Filme (Palma de Ouro) — Indicado
  - Melhor Diretor — Vencedor

- Festival de Havana (2013)
  - Melhor Filme (Prêmio Coral) — Vencedor

- Prêmio Ibero-Americano de Cinema Fênix (2014)
  - Melhor Diretor (Amat Escalante) — Vencedor
  - Melhor Roteiro (Amat Escalante e Gabriel Reyes) — Vencedor